# 琅邪公主
琅邪公主（?—?），中国南北朝北魏公主，父亲不详。
琅邪公主在太和年间嫁給了穆绍。穆绍是顿丘郡开国公穆亮的儿子，宜都王穆平国的孙子。穆绍在魏宣武帝时，官至中书令；魏孝明帝时，官至中书监、侍中；魏孝庄帝时，官至尚书令、司空。史书没有记载之後琅邪公主生卒的信息。

## 传记资料
- 《魏書 穆绍傳》